# Ferrovia Berna-Neuchâtel
La ferrovia Berna-Neuchâtel è una linea ferroviaria a scartamento normale della Svizzera.

## Storia
Nel 1852 il canton Berna concesse alla Schweizerische Centralbahn l'autorizzazione per la costruzione di una ferrovia tra la capitale federale e Neuchâtel, ma non se ne fece niente; analogo risultato ebbero le concessioni emesse dal Gran Consiglio neocastellano per una linea tra Neuchâtel e la frontiera bernese nel 1853 e nel 1855, mentre il popolo neocastellano rifiutò in seguito a un referendum tenutosi nel 1874 un progetto analogo.
Una nuova concessione fu accordata il 10 ottobre 1890 sulla base di un progetto studiato dall'ingegner Albinus Beyeler, e l'8 maggio 1897 fu costituita la società Bern-Neuenburg-Bahn (directe Linie) (BN) per la costruzione e l'esercizio della linea, che aveva Beyeler come amministratore delegato e il consigliere nazionale Jakob Freiburghaus come presidente.
I lavori iniziarono il 12 settembre 1898, e la linea aprì all'esercizio il 1º luglio 1901. La ferrovia divenne nota come linea diretta, in quanto accorciava il percorso tra Berna e Neuchâtel da 63 km (passando per Bienne) a 43; nell'intenzione dei suoi promotori la ferrovia doveva essere un'importante via di transito tra Francia e Italia, ma così non fu per via della concorrenza esercitata da altre linee (Vallorbe-Losanna e La Chaux-de-Fonds-Bienne-Olten) soprattutto nel traffico merci, quasi assente.
Nel 1900 la BN aveva stipulato un accordo con la Thunersee-Bahn (TSB, concessionaria della linea Thun-Spiez-Interlaken-Bönigen) in base al quale le due società condividevano la direzione d'esercizio; con l'assorbimento nel 1913 della TSB da parte della Berner Alpenbahn-Gesellschaft Bern-Lötschberg-Simplon (BLS) la direzione di quest'ultima società dirigeva anche la BN.
Il 2 gennaio 1928 iniziarono i lavori (di cui si parlava sin dal 1921) per l'elettrificazione della tratta Bümpliz Nord-Neuchâtel, inaugurata con il cambio d'orario il successivo 14 maggio (sulla tratta Berna-Bümpliz Nord l'elettrificazione era già attiva dal 13 settembre 1923). L'elettrificazione della linea ebbe un modesto risultato sui conti societari, tanto da chiedere e ottenere un aiuto finanziario da parte della Confederazione sulla base della legge federale del 1939 sull'aiuto alle ferrovie.
Nel 1997 la BLS assorbì la BN, la Gürbetal-Bern-Schwarzenburg-Bahn (GBS) e la Simmentalbahn (SEZ), divenendo BLS Lötschbergbahn, la quale si fuse nel 2006 con la Regionalverkehr Mittelland (RM) nella BLS AG.
Nel 1961 venne raddoppiata la tratta tra la stazione di Berna e Ausserholligen (comune alle linee per la Gürbetal e per Schwarzenburg); nel 1985 toccò alla tratta Holligen-Bümpliz Nord, nel 1996 alla tratta Riedbach-Rosshäusern, nel 2001 la Niederbottigen-Riedbach, nel 2008 alle tratte Ins-Fanelwald e Bümpliz Nord-Niederbottigen e nel 2012 alla tratta Fanelwald-Zihlbrücke.
Nel 2011 l'Ufficio federale dei trasporti ha autorizzato il raddoppio della linea tra Rosshäusern e Mauss e la costruzione di una nuova galleria a Rosshäusern; la tratta (lunga 3,7 km con un tunnel lungo 1910 metri), è entrata in servizio il 3 settembre 2018. Nel 2021 è stata raddoppiata la tratta tra Mauss e Gümmenen, rinnovando il ponte sulla Sarina.

## Caratteristiche
La linea, a scartamento normale, è lunga 42,897 km, per due terzi a binario unico (è a doppio binario tra Berna e Gümmenen e tra Ins e Zihlbrücke). La linea è elettrificata a corrente alternata con la tensione di 15.000 V alla frequenza di 16,7 Hz. Il raggio minimo di curva è di 300 metri, la pendenza massima è del 21 per mille.

### Percorso
|  | Continuation backward |

|  | Station on track |

|  | Enter and exit short tunnel |

|  | Track change |

|  |  | Unknown route-map component "ABZgl" | Unknown route-map component "CONTfq" |

|  | Non-passenger station/depot on track |

|  |  | Unknown route-map component "ABZgl" | Unknown route-map component "CONTfq" |

|  | Stop on track |

|  | Station on track |

|  | Stop on track |

|  | Non-passenger station/depot on track |

|  | Station on track |

|  | Station on track |

| Unknown route-map component "exSTR+l" | Unknown route-map component "eABZgr" |

| Unknown route-map component "exTUNNEL2" | Enter and exit tunnel |

| Unknown route-map component "exSTRl" | Unknown route-map component "eABZg+r" |

|  | Unknown route-map component "eHST" |

|  | Unknown route-map component "hKRZWae" |

|  |  | Unknown route-map component "eABZg+l" | Unknown route-map component "exCONTfq" |

|  | Station on track |

|  | Enter and exit short tunnel |

|  | Unknown route-map component "eHST" |

|  | Unknown route-map component "SKRZ-Ao" |

|  | Enter and exit short tunnel |

|  |  | Unknown route-map component "ABZg+l" | Unknown route-map component "CONTfq" |

|  | Station on track |

| Unknown route-map component "CONTgq" | Unknown route-map component "ABZgr" |

|  | Station on track |

|  |  | Unknown route-map component "ABZg+l" | Unknown route-map component "CONTfq" |

| Unknown route-map component "CONTr+f" | Straight track |

| End station | Station on track |

|  | Enter and exit short tunnel |

|  | Station on track |

|  | Non-passenger station/depot on track |

|  | Stop on track |

|  | Unknown route-map component "hKRZWae" |

|  | Station on track |

|  | Enter and exit short tunnel |

|  | Station on track |

|  | Enter and exit short tunnel |

| Unknown route-map component "CONTgq" | Unknown route-map component "ABZg+r" |

|  | Non-passenger station/depot on track |

| 42,08 |
| 76,14 |

|  | Station on track |

| Unknown route-map component "CONTgq" | Unknown route-map component "ABZgr" |

|  | Continuation forward |

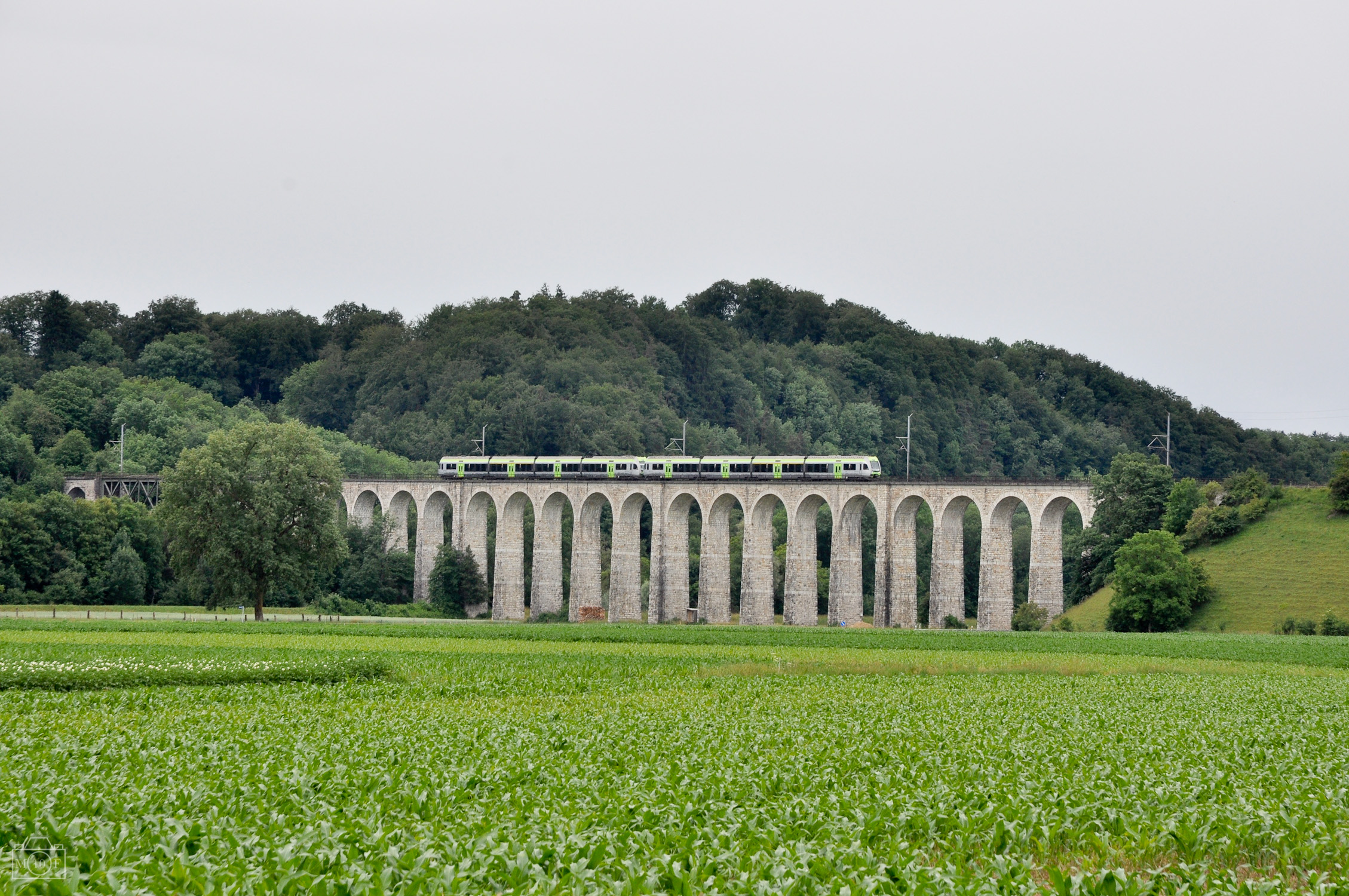
Un convoglio sul viadotto di Gümmenen

La linea parte dalla stazione di Berna, e fino ad Holligen è in comune con le ferrovie per Thun e per Schwarzenburg. Superata Bümpliz si tocca Frauenkappelen.
A Mühleberg la ferrovia attraversa quindi la Sarina su di un viadotto classificato come bene culturale di importanza nazionale.
Superata l'autostrada A1 si giunge a Kerzers, stazione nella quale si incrocia la linea tra Palézieux e Lyss. Altro nodo ferroviario toccando dalla linea è Ins, presso la cui stazione fanno capolinea la linea TPF per Friburgo e quella a scartamento ridotto ASm per Täuffelen e Bienne.
Costeggiando il lago di Neuchâtel si toccano Marin-Epagnier e Saint-Blaise, facendo capolinea alla stazione di Neuchâtel.